# 809
18 de outubro - Gerobaldo, (ou Gerbaldo), Bispo de Lüttich, Bélgica, desde o ano 784 até sua morte.
809 (DCCCIX, na numeração romana) foi um ano comum do século IX, do Calendário Juliano, da Era de Cristo, teve início a uma segunda-feira e terminou também a uma segunda-feira, e a sua letra dominical foi G.
| Ano completo                         |
| ------------------------------------ |
| Ano comum com início à segunda-feira |